# Michael Rady
Michael Rady (Filadelfia; 20 de agosto de 1981) es un actor estadounidense.
Asistió al colegio Saint Joseph, un colegio de jesuistas, conocido por su excelente programa de teatro.
Rady hizo su debut como actor en la película The Sisterhood of The Traveling Pants, en donde interpretaba al personaje griego Kostas Dounas, antagonista de Alexis Bledel. A continuación, repitió el papel en la secuela de The Sisterhood of the Traveling Pants 2. Ha aparecido en otro tipo de películas con pequeños papeles, como  The Guardian. También protagonizó la película independiente  InSearchOf.
Tuvo un papel recurrente en Swingtown, una serie de verano de la emisora CBS, en donde hacía de un profesor de filosofía, Doug Stephens. Apareció en la segunda temporada de Sleeper Cell, un drama de televisión de Showtime. Apareció como estrella invitada en dos temporadas de la serie de ABC Family Greek. En 2009, formó parte del elenco de la serie Melrose Place, de CW, en la cual interpretaba a Jonah Miller, un aspirante a cineasta.

## Filmografía
- The Sisterhood of the Traveling Pants (2005) Kostas.
- The Guardian (2006)
- The Sisterhood of the Traveling Pants 2 (2008) Kostas.
- InSearchOf (2008) cómo Jack.
- Un romance inesperado (2013) como Kevin.
- Navidad en la Posada (2016) como Matt.
- Navidad en la mansión Pemberley (2018) como William Darcy.

## Televisión
- Sleeper Cell (2006) Temporada 2, recurring.
- CSI: New York (2007) Episodio 4.04: Time's Up
- ER (2007) Episodios 14.06 - 14.08
- Swingtown (2008) como Doug Stevens.
- Greek (2008-2009) como Max Tyler (recurring).
- Grey's Anatomy (2009) Episodio 5.17
- The Closer (2009) Episodio 4.14: Fate Line
- Melrose Place (2009-2010) como Jonah Miller.
- Medium (2010) Episodio 6.20 Se escapa el tiempo (Time Keeps on Slipping)como Liam McManus.
- Castle (2010) Episodio 3.01.
- El mentalista (2011 - 2012) como Luther Wainwright.
- Emily Owens, M.D. (2012) como Micah.
- Intelligence (2014) como  Chris Jameson.
- Jane The Virgin (2014 - presente) como  Lachlan Moore.
- Unreal (serie de televisión) (2016) como  Coleman.